# Pomare (Lower Hutt)
Pour les articles homonymes, voir Pomare.
Pomare est une banlieue non officielle de la ville de Lower Hutt  située dans l’Île du Nord de la Nouvelle-Zélande.

## Situation
Elle comprend la partie nord de la banlieue officielle de Taitā, et elle est située autour de la gare de Pomare (en) et de l’école de Pomare School (en).
À l’est, elle est limitée par la ville de  Stokes Valley .